# Die weiße Göttin
Die weiße Göttin ist eine 1934 entstandene Operette von Kurt Juhn und Felix Kilian mit der Musik von Walter Kaufmann. Uraufgeführt wurde sie am 29. Juni 1935 im Stadttheater Karlsbad in einer Inszenierung von Kurt Hesky unter der musikalischen Leitung von Helfried Schroll.

## Inhalt
Die Operette erzählt die bis zu ihrem unausweichlichen Happy End in Karlsbad hindernissreiche Liebesgeschichte zwischen einem indischen Fürsten und einer jungen Karlsbaderin, welche dem Prinzipal – wie er meint – im Traum als weiße Göttin erschienen ist.
Die Handlung erstreckt sich über drei Kontinente: Europa, Indien und USA.

## Rezeption
Das Pilsner Tagblatt rezensierte die Uraufführung ausführlich in seiner Ausgabe des 2. Juli. Ein „beispielloser Erfolg“ sei die Premiere gewesen und „nicht nur eine hervorragende künstlerische Angelegenheit, sondern auch ein großartiges gesellschaftliches Ereignis“.
Die zeitgenössische Kritik sah auch „mystische Exotik“ und „heißglühende Sinnlichkeit“ in der Operette sowie die erfahrene, wirkungssichere Hand eines Kurt Juhn in seinem Libretto.
Am 14. September wurde vom deutschen Rundfunk in Prag ein vierzigminütiger Querschnitt der Operette gesendet. Das Wiener Montagsblatt hatte Die weiße Göttin bereits vor ihrer Uraufführung als erste Fernseh-Operette angekündigt.
Die Operette kann trotz ihres Premierenerfolgs kaum eine weitere Aufführungsgeschichte vorweisen; Librettist und Komponist waren als Exilanten teilweise schon bei der Uraufführung außer Landes und die Urheberrechte zuvor zur Finanzierung der Ausreise verkauft worden.
Heute gilt die Operette Die weiße Göttin als verschollen.